# Filmfare Award du meilleur réalisateur débutant
Le Filmfare Awards du meilleur réalisateur débutant (Filmfare Award for Best Debut Director) est une récompense remise au meilleur réalisateur débutant indien de l'année par le magazine Filmfare, lors de la cérémonie annuelle des Filmfare Awards, depuis 2010.
- Les premiers lauréats furent Zoya Akhtar pour son film Luck by Chance et Ayan Mukerji pour Wake Up Sid.

## Années 2010
- 2010 :
  - Zoya Akhtar - Luck by Chance
  - Ayan Mukerji - Wake Up Sid
- 2011 : Maneesh Sharma -  Band Baaja Baaraat
- 2012 : Abhinay Deo -  Delhi Belly
- 2013 : Gauri Shinde -  English Vinglish
- 2014 : Ritesh Batra - The Lunchbox
- 2015 : Abhishek Varman - 2 States
- 2016 : Neeraj Ghaywan - Masaan
- 2017 : Ashwiny Iyer Tiwari - Nil Battey Sannata
- 2018 : Konkona Sen Sharma - A Death in the Gunj

## Articles